# 1701 az irodalomban
Az 1701. év az irodalomban.

## Új művek

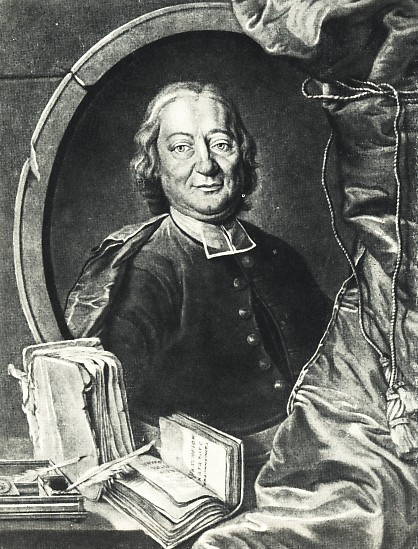
Johann Jakob Breitinger

- Daniel Defoe verses szatírája: The True-Born Englishman (A tősgyökeres angol).
- Richard Steele értekezése: The Christian Hero (A keresztény hős), és komédiája: The Funeral (A temetés).

## Születések
- március 1. – Johann Jakob Breitinger svájci filológus és író († 1776)

## Halálozások
- június 2. – Madeleine de Scudéry francia írónő (* 1607)
- augusztus 1. – Jan Chryzostom Pasek lengyel emlékíró, a 17. századi lengyel memoárirodalom leghíresebb képviselője (* 1636 körül)